# Риче
Риче (мађ. Ricse) је омањи град у северној Мађарској, у жупанији Боршод-Абауј-Земплен (Borsod-Abaúj-Zemplén). Пре Другог светског рата Риче је био дом напредне јеврејске заједнице. Оснивач Парамоунт Пикчерса, Адолф Зукор, рођен је у Ричеу 1873. пре него што је емигрирао у Сједињене Државе 1889. године.

## Логор за интернације Риче у Другом светском рату
Основан 1940. године, логор у Ричеу био је највећи логор за интернирање у округу Земплен. Затвореници су углавном били Јевреји из Мађарске, Пољске, Словачке и друге избеглице које су сакупиле мађарске власти. Тамо су интернирани и затвореници који нису могли да докажу своје мађарско држављанство. Међу затвореницима су били мушкарци, жене и деца. Локалитет се састојао од војних барака у којима су се налазиле просторије за спавање са креветима и ћебадима. Логор је био ограђен и чуван од стране наоружаних Мађара, вероватно војника. У лето 1941. већина интернираних је пребачена из Ричеа у Керешмезе, а затим у Камјањец-Подиљски у Украјини под немачком окупацијом, где су убијени крајем августа 1941. године.

## Историја
Име Риче је словенског порекла. Насеље потиче из времена Арпадовича, које је манастиру Лелеш поклонио бискуп Вачки Болесло.
Године 1609. то је био предијум, у то време су у појединим деловима били укључени и чланови породице Дарочи, а 1779. овде је поседовао и Антал Карољи.
У 18. веку овде су живели и сабатари, који су за време Марије Терезије прешли у католичку веру.
До регулације Тисе било је једно од најзатворенијих насеља у Бодрогкезу. 1700-их година 5 породица се населило у селу (Мате, Вецси, Кормонди, Деак, Кочи). Већина становништва села и данас носи једно од ових имена.
Почетком 1900-их припадао је округу Бодрогкези, округа Земплен.
Године 1910. од 1955 становника 1954 су били Мађари. Од тога, 259 су били римокатолици, 1.439 су били реформисани, а 129 су били Израелци.
Значај Рича у животу региона порастао је након Тријанонског мировног споразума. Преузео је улогу седишта округа Бодрогкези од Кираљихелмека, који се налазио с друге стране границе, и задржао га до 1. фебруара 1956. године, са изузетком периода између 1938-1950, а од 1950. већ је био познат као округ Рисеј. У насељу је живео значајан број јеврејских заједница, чији су чланови управљали банкама и млиновима. Као резултат Холокауста, њихова заједница је практично престала да постоји.

## Популација
Године 2001. 85% становништва насеља се изјаснило као Мађари, а 15% Роми.
Током пописа из 2011. године, 83,7% становника рекло је да су Мађари, 14,7% Роми (16,3% се није изјаснило, због двојног држављанства, укупан број може бити већи од 100%). 
Верска дистрибуција је била следећа: римокатолици 9%, реформатори 49%, гркокатолици 3,3%, неденоминациони 14,1% (21,7% није одговорило).